# Peritraeus hystrix
Peritraeus hystrix är en spindelart som beskrevs av Simon 1895. Peritraeus hystrix ingår i släktet Peritraeus och familjen krabbspindlar.
Artens utbredningsområde är Sri Lanka. Inga underarter finns listade i Catalogue of Life.